# Nikolái Makárov (ciclista)
Nikolái Artamóvich Makárov –en ruso, Николай Артамонович Макаров– (Almá Atá, 9 de abril de 1958) es un deportista soviético que compitió en ciclismo en la modalidad de pista, especialista en las pruebas de persecución individual y puntuación. 
Ganó dos medallas en el Campeonato Mundial de Ciclismo en Pista, oro en 1979 y bronce en 1977.

## Medallero internacional
| Campeonato Mundial | Campeonato Mundial         | Campeonato Mundial | Campeonato Mundial         |
| Año                | Lugar                      | Medalla            | Competición                |
| ------------------ | -------------------------- | ------------------ | -------------------------- |
| 1977               | San Cristóbal ( Venezuela) | Medalla de bronce  | Puntuación (A)             |
| 1979               | Ámsterdam ( Países Bajos)  | Medalla de oro     | Persecución individual (A) |